# No sentiu aquesta veu?
No sentiu aquesta veu? (coneguda com a "Do You Hear the People Sing?'" en anglès o "À la volonté du peuple" en la versió original en francès) és una de les principals cançons del musical Els Miserables. Es tracta d'un himne d'agitació que es canta dues vegades en l'escenari musical.

## Descripció
La cançó és interpretada per primera vegada en l'acte I per Enjolras en una reunió política en un petit cafè. Un grup d'estudiants idealistes es preparen per a la Revolució que tindrà lloc als carrers de París amb la mort del General Lamarque. La cançó es canta de nou al final com l'última cançó del musical. Aquesta segona versió, és iniciada per l'actor que interpreta Jean Valjean i la resta del repartiment s'hi va afegint, tenint en compte que amb cada estrofa es canta més fort. La versió original en francès de Les Misérables no acabava amb aquest final, fou més que tard es va convertir en la cançó final del musical quan va ser renovat per a la versió en idioma anglès. La cançó és una crida revolucionària a la ciutadania per a superar la persecució i l'adversitat. Les barricades de la mateixa fan referència a les que són erigides pels estudiants rebels als carrers de París en segon acte de l'obra musical. El pla és provocar un enfrontament amb la Guàrdia Nacional que provoqui un aixecament civil que enderroqui el govern opressor, però la seva rebel·lió finalment falla i la majoria d'estudiants moren o són detinguts.

## Ús en diferents llengües

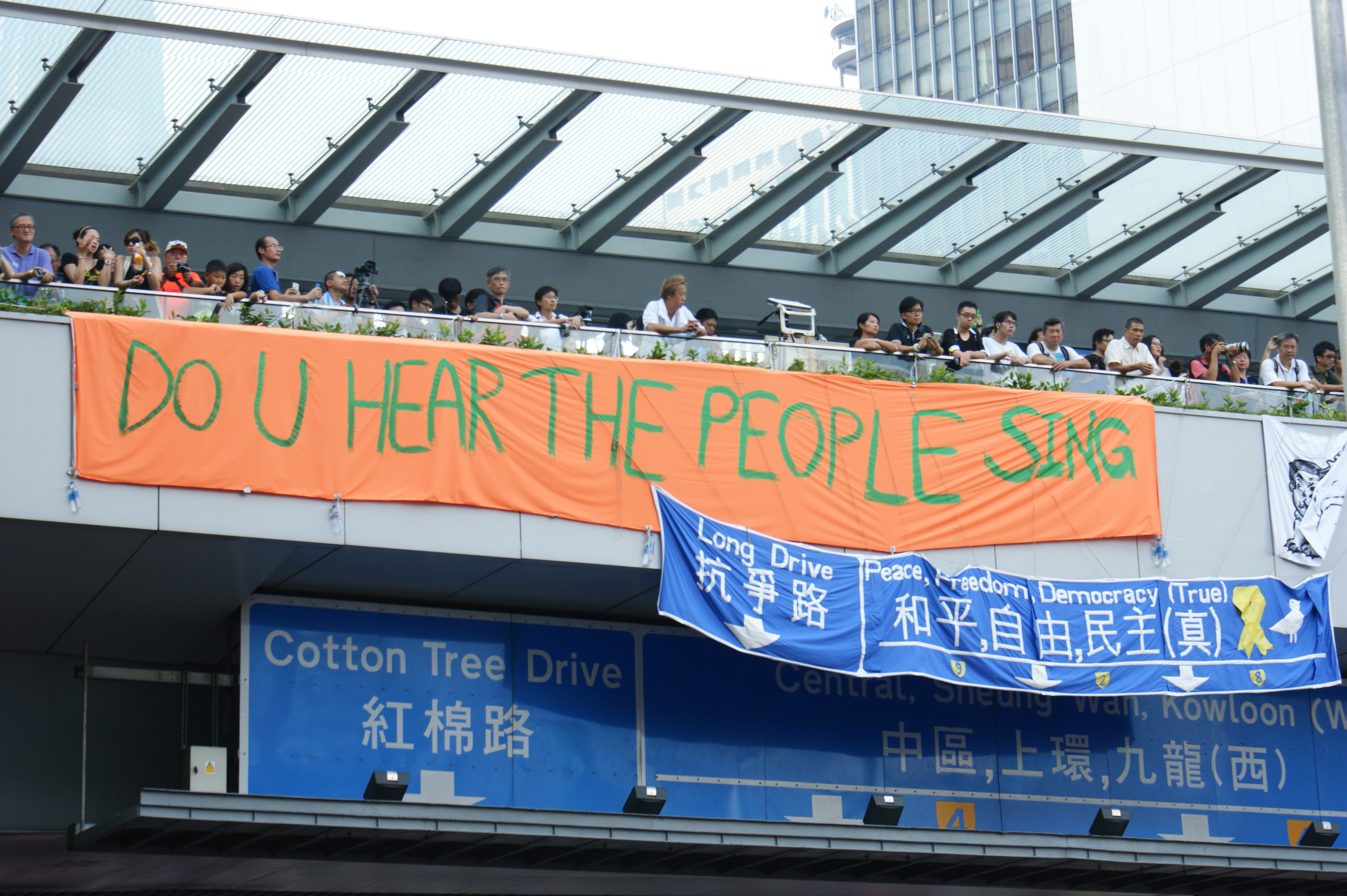
El títol de la cançó com a lema de la protesta de Hong Kong el 2014

La cançó ha estat utilitzada com a símbol de lluita en diferents ocasions. Per exemple, s'usà com a consigna a Hong Kong en les revoltes estudiantils de l'estiu de 2014, o pel públic assistent a l'aprovació al Congrés de Diputats d'Espanya de la Llei Orgànica de Protecció de la Seguretat Ciutadana, coneguda popularment com a llei mordassa.
En el concert especial de Les Misérables 10è Aniversari, l'any 1995, Do You Hear the People Sing? va ser cantada per 17 actors diferents que havien interpretat el paper de Jean Valjean a tot el món. Cada actor va cantar una línia de la cançó en el seu idioma: Anglès, francès, alemany, japonès, hongarès, suec, polonès, holandès, noruec, txec, danès, i l'islandès. En l'actualitat es calcula que s'ha traduït a 22 idiomes.
També hi ha adaptacions no oficials de Do You Hear the People Sing? en diversos dialectes xinesos, destinats com a cançons reals de protesta; Les versions més conegudes inclouen "Pregunti Qui no s'ha pronunciat" (問誰 未 發聲), escrit en cantonès per Occupy Central with Love and Peace, i Lí Kám Ū Thiann-tio̍h Lán Ê Kua (你 敢 有 聽 着 咱 的 歌) en taiwanès. En català, el Cercle de Gràcia va fer una adaptació del musical en què va titular la cançó, No sentiu aquesta veu?